# انواع ملی‌گرایی
بسیاری از جامعه‌شناسان معتقدند که بیش از یک نوع ملی‌گرایی یا ناسیونالیسم وجود دارد. ملی‌گرایی ممکن است به عنوان بخشی از ایدئولوژی دولتی رسمی و مستقر یا به عنوان یک جنبش مردمی غیردولتی ظاهر شود و در خطوط مدنی، قومی، فرهنگی، زبانی، مذهبی یا ایدئولوژیک بیان شود. این تعاریف شخصی از ملت برای طبقه‌بندی انواع ملی‌گرایی استفاده می‌شود. با این حال، این دسته‌بندی‌ها متقابلاً منحصر به فرد نیستند و بسیاری از جنبش‌های ناسیونالیستی برخی یا همه این عناصر را به درجات مختلف ترکیب می‌کنند. جنبش‌های ناسیونالیستی را می‌توان با معیارهای دیگری مانند مقیاس و مکان طبقه‌بندی کرد.
برخی نظریه‌پردازان سیاسی استدلال کرده‌اند که هرگونه تمایز بین اشکال ملی‌گرایی نادرست است. در همه اشکال ناسیونالیسم، مردم معتقدند که آنها نوعی فرهنگ مشترک دارند. دلیل اصلی اینکه چرا چنین گونه استدلال را می‌توان نادرست دانست، این است که سعی می‌کند مفهوم نسبتاً ساده ناسیونالیسم را خم کند تا جلوه‌ها یا تفسیرهای متعدد آن را توضیح دهد. مسلماً همه انواع ناسیونالیسم صرفاً به شیوه‌های متفاوتی اشاره می‌کند که دانشگاهیان در طول این سالها سعی کرده‌اند ناسیونالیسم را تعریف کنند. این مکتب فکری می‌پذیرد که ناسیونالیسم صرفاً خواست ملت برای تعیین سرنوشت خود است.

## ناسیونالیسم قومی
ناسیونالیسم قومی، ملت را برحسب قومیت تعریف می‌کند؛ که همواره شامل برخی از عناصر نسب نسل‌های قبلی، یعنی ژنوفیلی است. این نوع از ناسیونالیسم ارتباط تنگاتنگی با مفهوم قوم گرائی دارد. همچنین شامل ایده‌هایی از فرهنگ مشترک بین اعضای گروه و با اجداد آنها و معمولاً یک زبان مشترک است. عضویت در ملت موروثی است. دولت مشروعیت سیاسی را از وضعیت خود به عنوان وطن گروه قومی و از وظیفه خود برای حمایت از گروهی تا حدی ملی و تسهیل زندگی خانوادگی و اجتماعی خود، به عنوان یک گروه، می‌گیرد. ایده‌های قومیت بسیار قدیمی است، اما ناسیونالیسم قومی مدرن به شدت تحت تأثیر یوهان گوتفرید فون هردر، که مفهوم ولک را ترویج می‌کرد، و یوهان گوتلیب فیخته بود . آنتونی دی اسمیت، نظریه‌پرداز، از اصطلاح «ناسیونالیسم قومی» برای مفاهیم غیر غربی ناسیونالیسم استفاده می‌کند، برخلاف دیدگاه‌های غربی ملتی که توسط قلمرو جغرافیایی آن تعریف شده‌است. اصطلاح «قومیت گرایی» عموماً تنها در مورد ناسیونالیست‌هایی که از ایدئولوژی صریح در این راستا حمایت می‌کنند، استفاده می‌شود. «ناسیونالیسم قومی» واژه ای کلی تر است و برای ناسیونالیست‌هایی استفاده می‌شود که این اعتقادات را به صورت غیررسمی، غریزی یا غیر سیستماتیک دارند. شکل تحقیرآمیز هر دو «ناسیونالیسم قوم محور» یا «ناسیونالیسم قبیله ای» است، اگرچه «ناسیونالیسم قبیله ای» هنگام بحث در مورد آفریقا، بومیان آمریکا یا سایر ملی‌گرایی‌هایی که آشکارا هویت قبیله ای را تأیید می‌کنند، می‌تواند معنای غیر تحقیرآمیزی داشته باشد.

### ناسیونالیسم توسعه‌طلب
ناسیونالیسم توسعه طلب یک شکل رادیکال ناسیونالیسم یا ناسیونالیسم قومی (قوم گرایی) است که شامل آگاهی قومی خودمختار، و احساسات میهن پرستانه با ترس‌ها و نفرت‌های آتاویستی متمرکز بر «دیگر» یا بیگانگان است، و چارچوبی برای اعتقاد به گسترش یا بازیابی سرزمینهای سابق از طریق روشهای نظامی

### ناسیونالیسم رمانتیک
ناسیونالیسم رمانتیک، همچنین به عنوان ناسیونالیسم ارگانیک و ناسیونالیسم هویتی شناخته می‌شود، شکلی از ناسیونالیسم قومی است که در آن دولت مشروعیت سیاسی را به عنوان پیامد و بیان طبیعی ("ارگانیک") ملت، نژاد یا قومیت به دست می‌آورد. این ایده‌آل‌های رمانتیسم را منعکس می‌کرد و با عقل‌گرایی روشنگری مخالف بود. ناسیونالیسم رمانتیک بر فرهنگ قومی تاریخی تأکید داشت که با آرمان رمانتیک مطابقت دارد. فولکلور به عنوان یک مفهوم ناسیونالیستی رمانتیک توسعه یافته‌است. برادران گریم از نوشته‌های هردر الهام گرفتند تا مجموعه ای ایده‌آل از داستانها ایجاد کنند که آنها را از نظر قومی آلمانی برچسب گذاری کردند. ژول میشله ، مورخ، نمونه ای از تاریخ ملی-رمانتیک فرانسوی است.

## ناسیونالیسم فرهنگی
ناسیونالیسم فرهنگی ملت را با فرهنگ مشترک تعریف می‌کند. عضویت در ملت را نه کاملاً داوطلبانه م‌داند و نه کاملاً ارثی. (به دلیل اینکه فرزندان اعضا اگر در فرهنگ دیگری بزرگ شده باشند ممکن است خارجی تلقی شوند). با این حال، فرهنگ سنتی را می‌توان به راحتی در زندگی افراد گنجاند، به ویژه اگر به افراد اجازه داده شود مهارت‌های خود را در مراحل اولیه زندگی خود کسب کنند. ناسیونالیسم فرهنگی به عنوان انواع ناسیونالیسم توصیف شده‌است که نه صرفاً مدنی است و نه قومی. ملی‌گرایی‌های کاتالونیا، کبک و فلاندر به عنوان فرهنگی توصیف شده‌اند.

### ناسیونالیسم زبانی

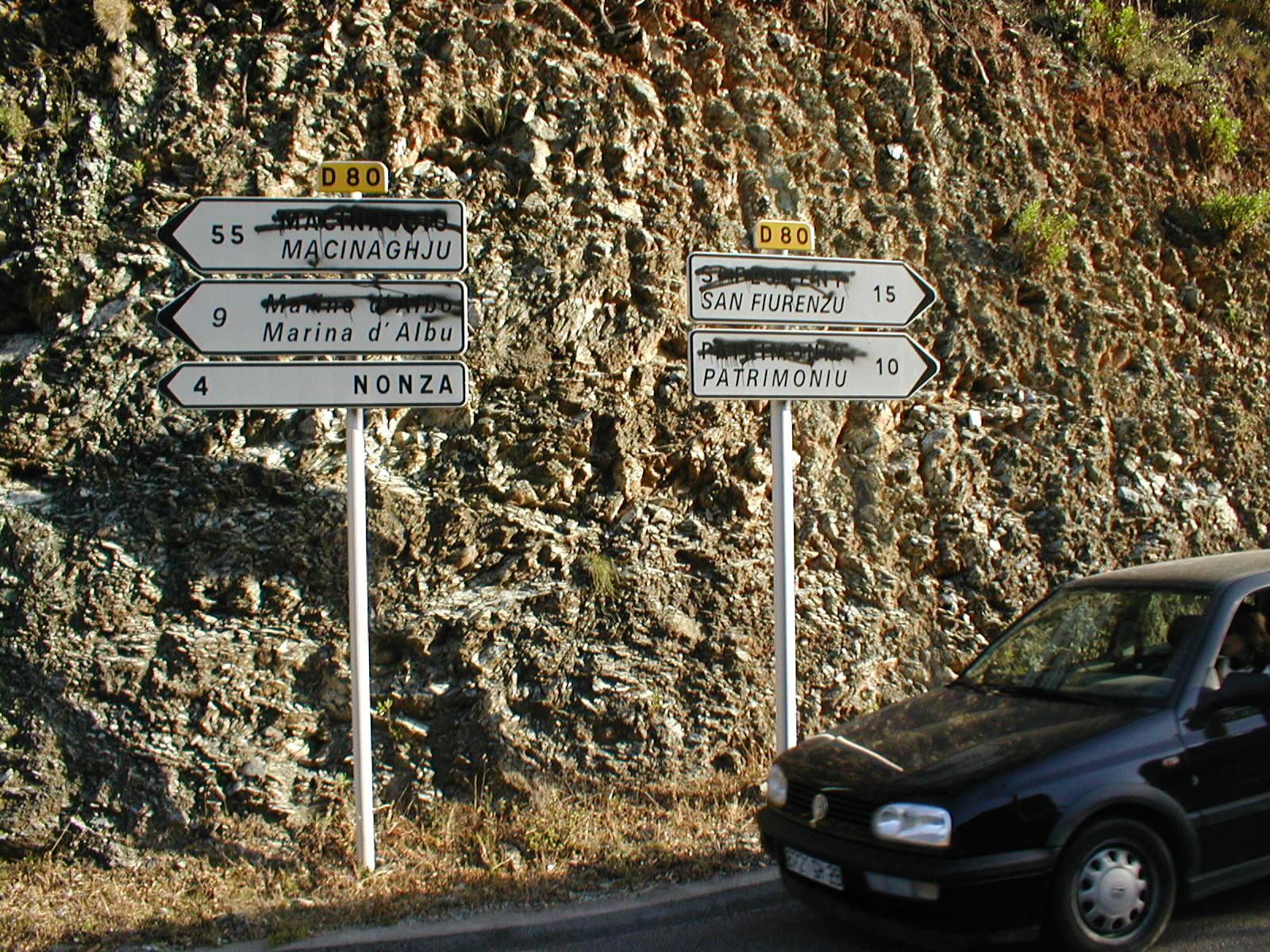
ناسیونالیست‌های کورسیکا گاهی به نشانه‌های راهنمایی و رانندگی تیراندازی می‌کنند یا به آنها اسپری می‌کنند و به فرانسوی نام‌ها آسیب می‌رسانند

لایحه ۱۰۱ یک قانون در استان کبک در کانادا است که فرانسوی، زبان اکثریت مردم، را به عنوان زبان رسمی دولت استان تعیین می‌کند. اشکال دیگر ناسیونالیسم زبانی تنها جنبش انگلیسی است که از استفاده تنها از زبان انگلیسی در ملل انگلیسی زبان مانند ایالات متحده یا استرالیا حمایت می‌کند.

### ناسیونالیسم مذهبی
ناسیونالیسم مذهبی رابطه ناسیونالیسم با یک باور مذهبی، کلیسا یا وابستگی خاص است. این رابطه را می‌توان به دو جنبه تقسیم کرد؛ سیاسی شدن دین و تأثیر معکوس دین بر سیاست. در جنبه قبلی، می‌توان یک دین مشترک را در ایجاد احساس وحدت ملی، پیوند مشترک بین شهروندان ملت، ملاحظه کرد. جنبه سیاسی دیگر دین حمایت از هویت ملی، مشابه قومیت، زبان یا فرهنگ مشترک است. تأثیر دین بر سیاست بیشتر ایدئولوژیک است، جایی که تفسیرهای کنونی از ایده‌های دینی به فعالیت و کنش سیاسی الهام می‌بخشد. به عنوان مثال، قوانینی تصویب می‌شود تا پایبندی مذهبی شدیدتری ایجاد شود.

### ناسیونالیسم پسا استعمارگرا
از زمان استعمارزدایی پس از جنگ جهانی دوم، ناسیونالیسم‌های جهان سوم افزایش یافته‌است. ناسیونالیسم‌های جهان سوم در آن دسته از ملت‌هایی که مستعمره و مورد استثمار قرار گرفته‌اند، رخ می‌دهد. ملی‌گرایی این ملت‌ها در کوره‌ای ساخته شد که برای بقا نیاز به مقاومت در برابر سلطه استعمار داشت. به این ترتیب، مقاومت بخشی از چنین ناسیونالیسم‌هایی است و وجود آنها نوعی مقاومت در برابر نفوذهای امپریالیستی است. ناسیونالیسم جهان سوم تلاش می‌کند تا اطمینان حاصل کند که هویت مردم جهان سوم در درجه اول توسط خود آنها نوشته شده‌است، نه قدرتهای استعماری.
نمونه‌هایی از ایدئولوژی‌های ناسیونالیستی جهان سوم ناسیونالیسم آفریقایی و ناسیونالیسم عربی هستند. دیگر جنبش‌های مهم ناسیونالیستی در جهان در حال توسعه شامل ناسیونالیسم هندی، ناسیونالیسم چینی و ایده‌های انقلاب مکزیک و انقلاب هائیتی است. اندیشه‌های ناسیونالیستی جهان سوم در سال‌های اخیر در میان دولتهای چپ‌گرای منتخب در آمریکای جنوبی بسیار تأثیرگذار بوده‌است، به ویژه در ایدئولوژی بولیواریسم هوگو چاوز، رئیس‌جمهور ونزوئلا، که تا حدی از ایده‌های ضد استعماری سیمون بولیوار الهام گرفته شده‌است.

## ناسیونالیسم مدنی
ناسیونالیسم مدنی شکلی از ناسیونالیسم است که در آن دولت مشروعیت سیاسی را از مشارکت فعال شهروندان خود، از حدی که نماینده «اراده مردم» است، می‌گیرد. اغلب به‌نظر می‌رسد که منشأ آن ژان ژاک روسو و به ویژه نظریه‌های قرارداد اجتماعی است که نام خود را از کتاب قرارداد اجتماعی ۱۷۶۳ او گرفته‌است. ناسیونالیسم مدنی در سنت‌های عقل‌گرایی و لیبرالیسم نهفته‌است، اما به عنوان نوعی ناسیونالیسم با ناسیونالیسم قومی در تضاد است. عضویت ملت مدنی داوطلبانه تلقی می‌شود. آرمانهای ملی مدنی بر توسعه دموکراسی نماینده در کشورهایی مانند ایالات متحده و فرانسه تأثیر گذاشت.
ناسیونالیسم دولتی نوعی ناسیونالیسم مدنی است که اغلب (اما نه همیشه) با ناسیونالیسم قومی ترکیب می‌شود. این بدان معناست که ملت جامعه. ای از کسانی است که به حفظ و استحکام دولت خود کمک می‌کنند و فرد برای کمک به این هدف وجود دارد. فاشیسم ایتالیایی بهترین مثال است که در این شعار بنیتو موسولینی نشان داده شده‌است: "Tutto nello Stato, niente al di fuori dello Stato, nulla contro lo Stato" ("همه چیز در ایالت، هیچ چیز خارج از ایالت، هیچ چیزی علیه دولت") به تعجبی ندارد که این امر با آرمانهای لیبرال آزادی فردی و اصول لیبرال دموکراتیک در تعارض باشد. ایجاد انقلابی ژاکوبینی یک دولت واحد و متمرکز فرانسه اغلب به عنوان نسخه اصلی ناسیونالیسم دولتی تلقی می‌شود. اسپانیایی فرانسوی نمونه بعدی ناسیونالیسم دولتی است.
با این حال، اصطلاح «ناسیونالیسم دولتی» اغلب در درگیری بین ناسیونالیسم‌ها استفاده می‌شود، و به ویژه در جایی که یک جنبش جدایی طلب با «دولت ملی» مستقر روبرو می‌شود. جدایی طلبان از ناسیونالیسم دولتی صحبت می‌کنند تا مشروعیت دولت بزرگتر را بی‌اعتبار کند، زیرا ناسیونالیسم دولتی کمتر معتبر و کمتر دموکراتیک تلقی می‌شود. جدایی طلبان فلاندری از ناسیونالیسم بلژیک به عنوان ناسیونالیسم دولتی صحبت می‌کنند. جدایی طلبان باسک و جدایی طلبان کورسیکا به ترتیب به اسپانیا و فرانسه اینگونه اشاره می‌کنند. هیچ معیار خارجی بی چون و چرا برای ارزیابی اینکه کدام طرف حق دارد وجود ندارد و نتیجه این است که معمولاً جمعیت با درخواستهای متناقض وفاداری و وطن دوستی تقسیم می‌شود. انتقادات فرض شده از «ناسیونالیسم مدنی» اغلب خواستار حذف این اصطلاح است زیرا اغلب نشان دهنده امپریالیسم (در مورد فرانسه)، میهن‌پرستی، یا بسط بسط ناسیونالیسم «قومی» یا «واقعی» است.

### ناسیونالیسم لیبرال
ناسیونالیسم لیبرال نوعی ناسیونالیسم است که اخیراً توسط فیلسوفان سیاسی مورد دفاع قرار گرفته‌است و آنها معتقدند می‌توان یک شکل ناسیونوفوبیک ناسیونالیسم با ارزش‌های لیبرالی آزادی، تحمل، برابری و حقوق فردی سازگار داشت. اغلب تصور می‌شود که ارنست رنان، نویسنده " Qu'est-ce qu'une nation؟ " و جان استوارت میل ناسیونالیست‌های لیبرال اولیه هستند. ملی گرایان لیبرال غالباً از ارزش هویت ملی دفاع می‌کنند و می‌گویند افراد برای داشتن زندگی معنادار و مستقل و سیاست‌های لیبرال دموکراتیک برای عملکرد مناسب به هویت ملی نیاز دارند.

## ناسیونالیسم ایدئولوژیک

### ناسیونالیسم انقلابی
ناسیونالیسم انقلابی یک برچسب گسترده‌است که بر بسیاری از انواع مختلف جنبش‌های سیاسی ناسیونالیستی که می‌خواهند به اهداف خود از طریق انقلابی علیه نظم مستقر برسند، اعمال می‌شود. افراد و سازمان‌هایی که به عنوان ناسیونالیست انقلابی توصیف شده‌اند شامل برخی جریانات سیاسی در انقلاب فرانسه می‌شوند، جمهوری خواهان ایرلندی درگیر مبارزه مسلحانه علیه تاج انگلیس بودند، جنبش کان وونگ علیه حکومت فرانسه در ویتنام قرن ۱۹، جنبش استقلال هند در قرن ۲۰، برخی از شرکت کنندگان در انقلاب مکزیک، بنیتو موسولینی و فاشیست‌های ایتالیایی، دولت خودمختار خراسان، آگوستو سزار ساندینو، جنبش ناسیونالیستی انقلابی در بولیوی، ناسیونالیسم سیاه در ایالات متحده، و برخی جنبش‌های استقلال آفریقایی.

### محافظه‌کاری ملی
محافظه کاری ملی نوعی محافظه کاری رایج در اروپا و آسیا است که بر حفظ هویت ملی و فرهنگی تمرکز دارد و معمولاً این نگرانی ناسیونالیستی را با مواضع محافظه کارانه ترویج کننده ارزشهای سنتی ترکیب می‌کند. با توجه به چگونگی تمرکز این سه تنوع بر حفظ و سنت ، ویژگی‌های آن با محافظه کاری سنتی و محافظه کاری اجتماعی مشترک است. همان‌طور که محافظه کاری ملی به دنبال حفظ منافع ملی است، محافظه کاری سنتی بر نهادهای اجدادی تأکید می‌کند. علاوه بر این، محافظه کاری اجتماعی بر نگرش مردسالارانه و محدود کننده در مورد رفتار اخلاقی برای حفظ موقعیت سنتی فرد در جامعه تأکید می‌کند. احزاب محافظه کار ملی غالباً در محیط‌هایی با مبنای روستایی ، سنتی یا حومه ای ریشه دارند، در مقابل با حمایت شهری بیشتر احزاب لیبرال-محافظه کار. در اروپا، بیشتر از نوعی از یوروسپتیک گرایی استقبال می‌کنند. اکثر احزاب محافظه کار در اروپای مرکزی و شرقی پس از کمونیسم از سال ۱۹۸۹ محافظه کار ملی بوده‌اند.

### ناسیونالیسم آزادی‌خواه
بسیاری از جنبش‌های ناسیونالیستی در جهان به این دلیل به آزادی ملی اختصاص داده‌اند که ملت‌های آنها توسط ملت‌های دیگر مورد آزار و اذیت قرار می‌گیرند و بنابراین باید با رهایی از دست «متجاوزان»، سرنوشت خود را تعیین کنند. مارکسیسم–لنینیسم و ضد تجدیدنظرطلبی با این ایدئولوژی پیوند تنگاتنگی دارند؛ و نمونه‌های عملی شامل کارهای اولیه استالین مارکسیسم و مسئله ملی و فرمان او، سوسیالیسم در یک کشور که اعلام می‌کند که ناسیونالیسم می‌تواند در زمینه انترناسیونالیستی یعنی مبارزه برای آزادی ملی بدون استفاده از اختلافات نژادی یا مذهبی به اجرا درآید.

### ناسیونالیسم چپ‌گرا
ناسیونالیسم چپ، که گاهی اوقات به عنوان ناسیونالیسم سوسیالیستی نیز شناخته می‌شود، به هر جنبش سیاسی اشاره می‌کند که سیاست چپ یا سوسیالیسم را با ناسیونالیسم ترکیب می‌کند. نمونه‌های قابل توجه عبارتند از جنبش ۲۶ جولای فیدل کاسترو که انقلاب کوبا را با برکناری فولگانسیو باتیستا تحت حمایت آمریکا در سال ۱۹۵۹ آغاز کرد، سین فین ایرلند، صهیونیسم کارگری در اسرائیل و کنگره ملی آفریقا در آفریقای جنوبی.

## مکاتب آنارشیسم که ناسیونالیسم را تصدیق می‌کنند
آنارشیست‌ها که ارزش را در ناسیونالیسم معمولاً استدلال می‌کنند که ملت است در درجه اول یک نفر؛ اینکه دولت بر ملت انگل است و نباید با آن اشتباه گرفته شود. و از آنجا که در واقعیت دولتها به ندرت با موجودیت‌های ملی منطبق می‌شوند، ایده‌آل دولت ملی در واقع چیزی بیش از یک افسانه نیست. به عنوان مثال، در اتحادیه اروپا، آنها استدلال می‌کنند که بیش از ۵۰۰ ملت قومی در ۲۵ کشور عضو وجود دارد و حتی بیشتر در آسیا، آفریقا و قاره آمریکا. با حرکت از این موقعیت، آنها استدلال می‌کنند که دستیابی به سرنوشت سازی معنادار برای همه کشورهای جهان مستلزم یک سیستم سیاسی آنارشیستی مبتنی بر کنترل محلی، فدراسیون رایگان و کمک متقابل است. سابقه طولانی درگیری آنارشیستی با ناسیونالیسم چپ در سراسر جهان وجود داشته‌است. ترکیبات آنارشیسم معاصر با ناسیونالیسم چپ ضد دولتی شامل برخی از انواع آنارشیسم سیاه و بومی گرایی است.
در اوایل تا اواسط قرن نوزدهم اروپا، اندیشه‌های ناسیونالیسم، سوسیالیسم و لیبرالیسم با یکدیگر در ارتباط بودند. انقلابیون و رادیکال‌هایی مانند جوزپه مازینی تقریباً با هر سه نفر همسو بودند. پیشگامان اولیه آنارشیسم با روح زمان خود شرکت کردند: آنها با لیبرال‌ها و سوسیالیست‌ها اشتراکات زیادی داشتند و چشم‌انداز ناسیونالیسم اولیه را نیز به اشتراک گذاشتند؛ بنابراین میخائیل باکونین قبل از اتخاذ آنارشیسم، یک حرفه طولانی به عنوان یک ناسیونالیست پان اسلاو داشت. او همچنین برای ایالات متحده اروپا (دیدگاه ملی گرایانه معاصر که توسط مزینی ایجاد شده بود) تظاهرات کرد. در سالهای ۱۸۸۰–۱۸۸۱، ناسیونالیست ایرلندی WGH Smart مستقر در بوستون مقالاتی برای مجله ای به نام The Anarchist نوشت. به‌طور مشابه، آنارشیست‌ها در چین در اوایل قرن بیستم بسیار در جناح چپ جنبش ناسیونالیستی مشارکت داشتند در حالی که به‌طور فعال با عناصر نژادپرست جناح ضد منچو آن جنبش مخالفت می‌کردند.

## پان‌ناسیونالیسم
پان‌ناسیونالیسم معمولاً یک ملی‌گرایی قومی و فرهنگی است، اما «ملت» خود مجموعه ای از گروه‌ها و فرهنگ‌های قومی مرتبط، مانند مردم اسلاو است. گاهی اوقات پان ناسیونالیسم در مورد ناسیونالیسم تک قومی اعمال می‌شود، هنگامی که گروه ملی در یک منطقه وسیع و چندین ایالت پراکنده می‌شود-مانند پان ژرمانیسم.

## ناسیونالیسم دیاسپورا
ناسیونالیسم دیاسپورا، یا همان‌طور که بندیکت اندرسون می‌گوید، «ناسیونالیسم از راه دور»، عموماً به احساس ناسیونالیستی در بین دیاسپورا مانند ایرلندی‌ها در ایالات متحده، یهودیان سراسر جهان پس از اخراج از بیت‌المقدس (۵۸۶ پیش از میلاد)، لبنانی اشاره دارد. در قاره آمریکا و آفریقا، یا ارمنی‌ها در اروپا و ایالات متحده. اندرسون اظهار می‌کند که این نوع ناسیونالیسم برای افرادی که می‌خواهند ارتباط ملی را تجربه کنند، اما در واقع نمی‌خواهند جامعه دیاسپورا خود را ترک کنند، به عنوان "بستری شبح" عمل می‌کند. تفاوت اساسی بین پان ناسیونالیسم و ناسیونالیسم دیاسپورا این است که اعضای یک دیاسپورا، بنا به تعریف، دیگر در سرزمین ملی یا قومی خود ساکن نیستند. به‌طور سنتی "دیاسپوراً به پراکندگی مردم از یک "سرزمین واقعی" یا تصور شده به دلیل اختلال فاجعه بار مانند جنگ، قحطی و غیره اشاره دارد. شبکه‌های جدید - "ریشه"‌های جدید - در امتداد "مسیرهایی" که افراد دیاسپوریک طی می‌کنند شکل می‌گیرد، که با اشتیاق مشترک برای بازگشت به "خانه" به هم متصل شده‌اند. در واقع، تمایل به بازگشت ممکن است سرشتی (یعنی جهت پایان زمان) باشد، یا در آینده ای قابل پیش‌بینی رخ ندهد، اما اشتیاق به وطن گمشده و احساس تفاوت با فرهنگ‌های پیرامونی که مردم دیاسپوریک در آن زندگی می‌کنند، هویتی برای خودش